# Kazuya Shiraishi
Kazuya Shiraishi (白石和彌), Asahikawa, Hokkaido, 17 de desembre de 1974) és un director de cinema i guionista japonès.

## Biografia
Kazuya Shiraishi ss va formar a l'Institut de la Imatge (映像塾, Eizō juku) que el cineasta Genji Nakamura només organitza els caps de setmana a Takadanobaba a Tòquio. Va col·laborar com a assistent de direcció independent amb cineastes com Kōji Wakamatsu, Isao Yukisada i Isshin Inudō abans de dirigir el seu primer llargmetratge Rosuto paradaisu in Tōkyō el 2009.

## Filmografia selectiva

### Cinema
- 2009: Rosuto paradaisu in Tōkyō (ロストパラダイス・イン・トーキョー)
- 2013: Kyōaku (凶悪)[3]
- 2016: Nihon de ichiban warui yatsura (日本で一番悪い奴ら)[4]
- 2016: Mesu nekotachi (牝猫たち)[5]
- 2017: Kanojo ga sono na o shiranai toritachi (彼女がその名を知らない鳥たち)[6]
- 2018: Sanī 32 (サニー/32)
- 2018: Korō no chi (孤狼の血)
- 2018: Tomerareru ka, oretachi o (止められるか、俺たちを)
- 2019: Mājan hōrōki 2020 (麻雀放浪記2020)
- 2019: Nagi machi (凪待ち)
- 2019: Hitoyo (ひとよ)[7]

### Televisió
- 2011: Ningen konchūki (人間昆虫記) (sèrie de televisió de set episodis)
- 2019: Furūtsu takuhaibin (フルーツ宅配便) (sèrie de televisió)

## Premis
- 2013: Hōchi Film Award al millor director per Kyōaku[8]
- 2018: Premi Blue Ribbons al millor director per Kanojo ga sono na o shiranai toritachi[9]
- 2018 : Premi al millor director per Kanojo ga sono na o shiranai toritachi al Festival de Cinema de Yokohama
- 2018 : Hōchi Film Award a la millor pel·lícula Korō no chi[8]
- 2019: Premi Blue Ribbons al millor director per Korō no chi, Tomerareru ka, oretachi o i Sanī 32[10]
- 2020: Premi Kinema Junpō al millor director per Mājan hōrōki 2020, Nagi machi i Hitoyo[11]
- 2020 : Premi Mainichi a la millor pel·lícula (elecció dels lectors) per Nagi machi[12]